# Quirinuskapelle (Luxemburg)

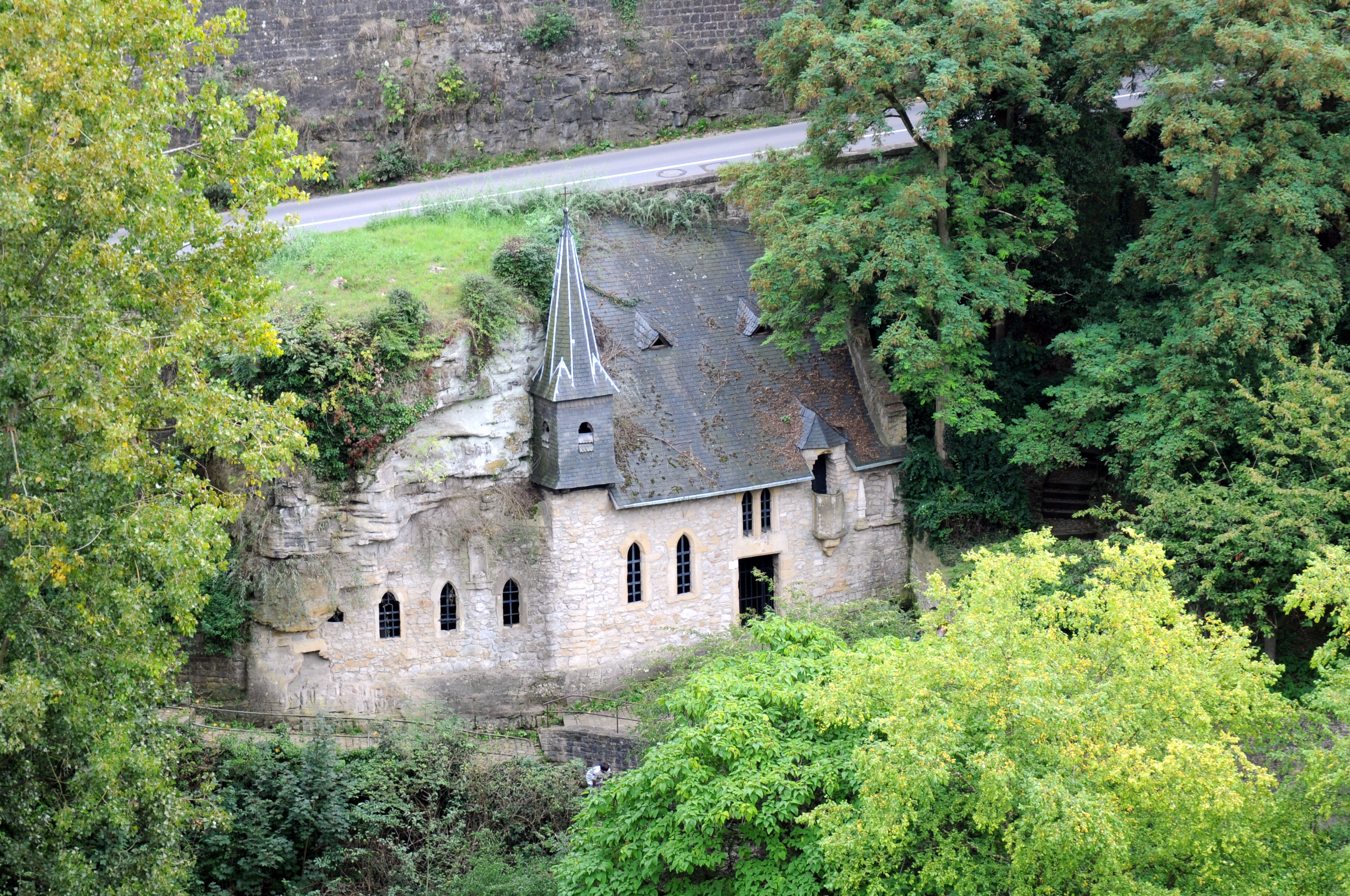
Außenfassade der Quirinuskapelle

Die Quirinuskapelle ist eine Kapelle in Luxemburg-Stadt. Sie liegt im Tal der Petruss, direkt neben einer Felsquelle, der eine heilende Wirkung zugeschrieben wurde. Die Felsquelle war aller Wahrscheinlichkeit nach auch der Grund, warum sich an gleicher Stelle schon eine heidnische Kultstätte befunden hatte, die in spätrömischer Zeit in ein christliches Heiligtum umgewandelt wurde. Im 11. Jahrhundert wurde die Kapelle dem christlichen Märtyrer Quirinus von Neuss geweiht. 
Die Kapelle in ihrer heutigen Form umfasst einen in den Fels gehauenen Teil und einen gotischen Vorbau, dessen Fassade 1355 vom Deutschen Orden errichtet wurde. Das Dach und der kleine Glockenturm stammen aus dem 19. Jahrhundert. Im Jahr 1900 erfolgte eine wissenschaftliche Untersuchung der Quelle, bei der sich herausstellte, dass das Quellwasser nach damaligem Stand der Wissenschaft keine medizinische Wirkung besitzt.